# Lisiec Nowy
Lisiec Nowy (pronunciación en polaco: /ˈliɕɛts ˈnɔvɨ/) es un pueblo en el distrito administrativo de Gmina Stare Miasto, dentro del Distrito de Konin, Voivodato de Gran Polonia, en el oeste de Polonia. Se encuentra aproximadamente 10 kilómetros al sur de Stare Miasto, 15 kilómetros al sudoeste de Konin, y 93 kilómetros al este de la capital regional, Poznań.